# エストニア保守人民党
エストニア保守人民党（エストニアほしゅじんみんとう、エストニア語: Eesti Konservatiivne Rahvaerakond, EKRE）は、エストニアの民族主義政党である。同国議会（リーギコグ）、欧州議会に議席を有する。
一般的には右派ないし極右政党とみなされており、反EU、移民排斥を掲げている。
2022年のロシアによるウクライナ侵攻に対しては強力なウクライナ支援を行うカヤ・カッラス政権と一線を画した。2023年3月5日に執行された議会選挙ではEUで最高水準のインフレ率（18.6％）、またウクライナに武器を供与したことでエストニアの国防を弱体化させたと政府を批判した。結果は17議席にとどまり、カッラス率いるエストニア改革党（37議席）に大勝を許した。
2024年6月29日には、同党の3議席と青年部であった「青い目覚め」が分離し、新たにエストニアの愛国者と保守主義者が誕生した。